# Сабя (фехтовка)
 Тази статия е за спортното оръжие.  За класическото оръжие вижте Сабя.  
Сабята е едно от трите оръжия при фехтовката, наред с рапирата и шпагата.

## Описание
Тя е с тегло 500 грама и дължина 105 см. Използва се както за мушкащи, така и за разсичащи удари. Поражаемото пространство при нея е цялата горна част от тялото на противника, т.е. торсът, главата и ръцете. Екипировката на сабльорите се състои от допълнително ламе и маншон за ръката. С тяхна помощ може да се отчитат реално нанесените в поражаемото пространство на противника тушове.
Поражаемата повърхност, двата начина за нанасяне на тушове и тактическата правота в атакуващите действия определят боя на сабя като бой с висока резултатност в нападение. Лекотата на оръжието прави контраатакуващите удари много успешни, а неудобството да се води защитна игра поради вертикалните движения на оръжието (намаляващо бързината на ответа след защита) изисква спазването на далечна дистанция и инициативност към атакуващите действия. Боят на сабя е изключително маневрен и динамичен, което налага и своите високи изисквания към физическата подготовка на сабльорите.
При сабята, както и при рапирата важи конвенцията, при която при едновременен туш за двамата противници, приоритет има онзи, чиято позиция в схватката е атакуваща.
Сабята е последното оръжие от фехтовката, при което е въведено електрическото оборудване. Това става през 1988 г., 31 години след рапирата и 52 г. след шпагата. През 2004 г., веднага след Летните олимпийски игри в Атина, времето за отбелязване на туш при сабята е скъсено, с което чувствително се променят правилата на спорта и методиката на отчитане на тушове.

## България
В световния елит на този спорт достойно място заема българинът Васил Етрополски. Той е трикратен световен шампион и носител на световната купа. През 1983 г. притежава двете титли едновременно, като към тях добавя и победа в турнира Masters.
Друго известно българско име в световния елит на сабя е това на неговия брат Христо Етрополски. Той реализира първия български пробив в този спорт, когато на състезание за световната купа през 1979 г. достига финала. На Олимпийските игри през 1980 г. в Москва се класира пети.
Развитието и утвърждаването на авторитета на българската сабя са пряко свързани и с треньора Николай Свечников. Неговият 60-годишен труд се измерва с уникален стил, собствена школа, 5 поколения български сабльори и феномена „братя Етрополски“. Асен Дяковски, Борис Ставрев и Жеко Спиридонов записват първото участие на българския национален отбор на световно първенство (Будапеща, 1959). Към това поколение принадлежи и Емил Атанасов, по-късно треньор в ЦСКА и на националния отбор. От тях щафетата поемат Анани Михаилов, Валентин Николов, Константин Джелепов, Мирослав Дудеков, Стойчо Липчев и Христо Христов. Дългогодишен треньор на националния отбор е унгарецът Ференц Магяр (Маестрото). Следват ги Марин Иванов, Николай Маринчешки, Георги Чомаков и Николай Матеев, за да дойде и „великолепната петорка на българската сабя“: Марин Иванов, Николай Маринчешки, Георги Чомаков, Васил и Христо Етрополски.